# Hamitergum eobium
Genre
Synonymes
- Lophacanthus Redikorzev, 1936 nec Stock, 1880

Espèce
Synonymes
- Lophacanthus eobius Redikortsev, 1936
- Lophacanthus borchseniusi Charitonov, 1957

Hamitergum eobium, unique représentant du genre Hamitergum, est une espèce d'opilions eupnois de la famille des Sclerosomatidae.

## Distribution
Cette espèce se rencontre en Russie en Sibérie et en Corée du Nord.

## Description
Le mâle décrit par Chemeris, Logunov et Tsurusaki en 1998 mesure 2,60 mm et la femelle 3,70 mm.

## Systématique et taxinomie
Cette espèce a été décrite sous le protonyme Lophacanthus eobius par Redikortsev en 1936. Le nom Lophacanthus Redikorzev, 1936 étant préoccupé par Lophacanthus Stock, 1880 dans les poissons, il est remplacé par Hamitergum par Crawford en 1992.

## Publications originales
- Redikortsev, 1936 : « Materialy k faune Opiliones SSSR - Beiträge zur Opilioniden-Fauna von U.S.S.R. » Travaux de l'Institut Zoologique de l'Académie des Sciences de l'URSS, vol. 3, p. 33–57.
- Crawford, 1992 : « Catalogue of the genera and type species of the harvestman superfamily Phalangioidea (Arachnida). » Burke Museum contributions in anthropology and natural history, vol. 8, p. 1–60.